# Namibia
Namibia, quốc hiệu là Cộng hòa Namibia, là một quốc gia ở khu vực Nam Phi với bờ biển phía tây giáp Đại Tây Dương. Namibia giáp Zambia và Angola về phía bắc, Botswana về phía đông và Cộng hòa Nam Phi về phía đông và nam. Dù không giáp Zimbabwe, chỉ có một khúc với chiều rộng chưa tới 200 mét của sông Zambezi chia tách hai quốc gia. Namibia giành được độc lập từ Nam Phi vào ngày 21 tháng 3 năm 1990, sau khi Chiến tranh giành độc lập Namibia thắng lợi. Thủ đô và thành phố lớn nhất là Windhoek. Namibia là thành viên của Liên Hợp Quốc, Cộng đồng Phát triển Nam Phi, Liên minh châu Phi, và Khối Thịnh vượng chung.

## Lịch sử
Tên của quốc gia này xuất phát từ sa mạc Namib, sa mạc cổ nhất trên thế giới. Vùng đất khô hạn của Namibia đã có người San, người Damara, và người Nama sinh sống từ thời xưa. Khoảng thế kỷ XIV, người Bantu đến Namibia. Từ khoảng thế kỷ XVIII, người Oorlam từ Cape Colony vượt sông Orange và di chuyển đến miền nam Namibia ngày nay.
Khoảng từ thế kỷ XV đến thế kỷ XIX, người Bồ Đào Nha rồi đến người Anh, người Đức lần lượt xâm nhập lãnh thổ Tây Nam Phi (Namibia ngày nay). Năm 1883, Đức chiếm đóng và cai trị toàn bộ vùng này. Sau thế chiến thứ nhất, nước Đức bại trận, Hội Quốc liên trao cho Nam Phi quyền quản thác Tây Nam Phi. Lợi dụng tình hình đó, năm 1920 Nam Phi biến lãnh thổ này thành thuộc địa của mình.
Từ thập kỷ 60, 70 Liên Hợp Quốc liên tiếp ra nhiều Nghị quyết lên án Nam Phi, đòi Nam Phi rút hết quân đội và trao trả độc lập cho Tây Nam Phi, nhưng Nam Phi vẫn tiếp tục chiếm đóng trái phép lãnh thổ này.
Từ cuối thập kỷ 50, nhiều tổ chức yêu nước ở Tây Nam Phi ra đời với mục đích đấu tranh giải phóng dân tộc. Tháng 4/1960, ông Sam Nujoma thành lập Tổ chức Nhân dân Tây Nam Phi (SWAPO); tổ chức này phát triển nhanh chóng, được nhân dân ủng hộ mạnh mẽ và được OUA, Liên Hợp Quốc và Phong trào không liên kết công nhận.
Sau khi Angola, Mozambique năm (1975) và Zimbabwe năm (1980) giành độc lập, cuộc đấu tranh của nhân dân Tây Nam Phi do SWAPO lãnh đạo bước sang giai đoạn mới. Với việc thực hiện Hiệp định hoà bình về Tây Nam Phi (ký tháng 12 năm 1988), Chính quyền Nam Phi buộc phải thực hiện nghị quuyết 435/78 của Liên Hợp Quốc. Cuộc Tổng tuyển cử đầu tiên trên lãnh thổ Tây Nam Phi (sau gọi là Namibia) được tổ chức và SWAPO giành thắng lợi áp đảo. Ngày 21 tháng 3 năm 1990, Tây Nam Phi tuyên bố độc lập, đổi tên nước thành nước Cộng hoà Namibia; ông Sam Nujoma, Chủ tịch SWAPO được bầu làm Tổng thống. Năm 1994, Nam Phi trao tra lại vùng lãnh thổ Walvis Bay cho Namibia.
Tổng thống Nujoma tái đắc cử năm 1994 sau khi hiến pháp được sửa đổi, Nujoma tiếp tục nhiệm kì thứ ba năm 1999.
Tháng 9 năm 1999, đã xảy ra cuộc chiến giữa quân đội Namibia và nhóm li khai ở dải Caprivi, một hành lang hẹp nhô ra ở góc Đông Bắc có thể thông ra sông Zambezi.
Trong cuộc bầu cử Tổng thống diễn ra vào tháng 11 năm 2004, Hifikepunye Pohamba đã thay thế Sam Nujoma trở thành đại diện của SWAPO và đã trúng cử làm Tổng thống của Namibia. Sau đó Nahas Angul được bổ nhiệm là tân Thủ tướng của nước Cộng hoà này. SWAPO trở thành Đảng chiếm đa số tuyệt đối tại nghị viện Namibia.

## Địa lý

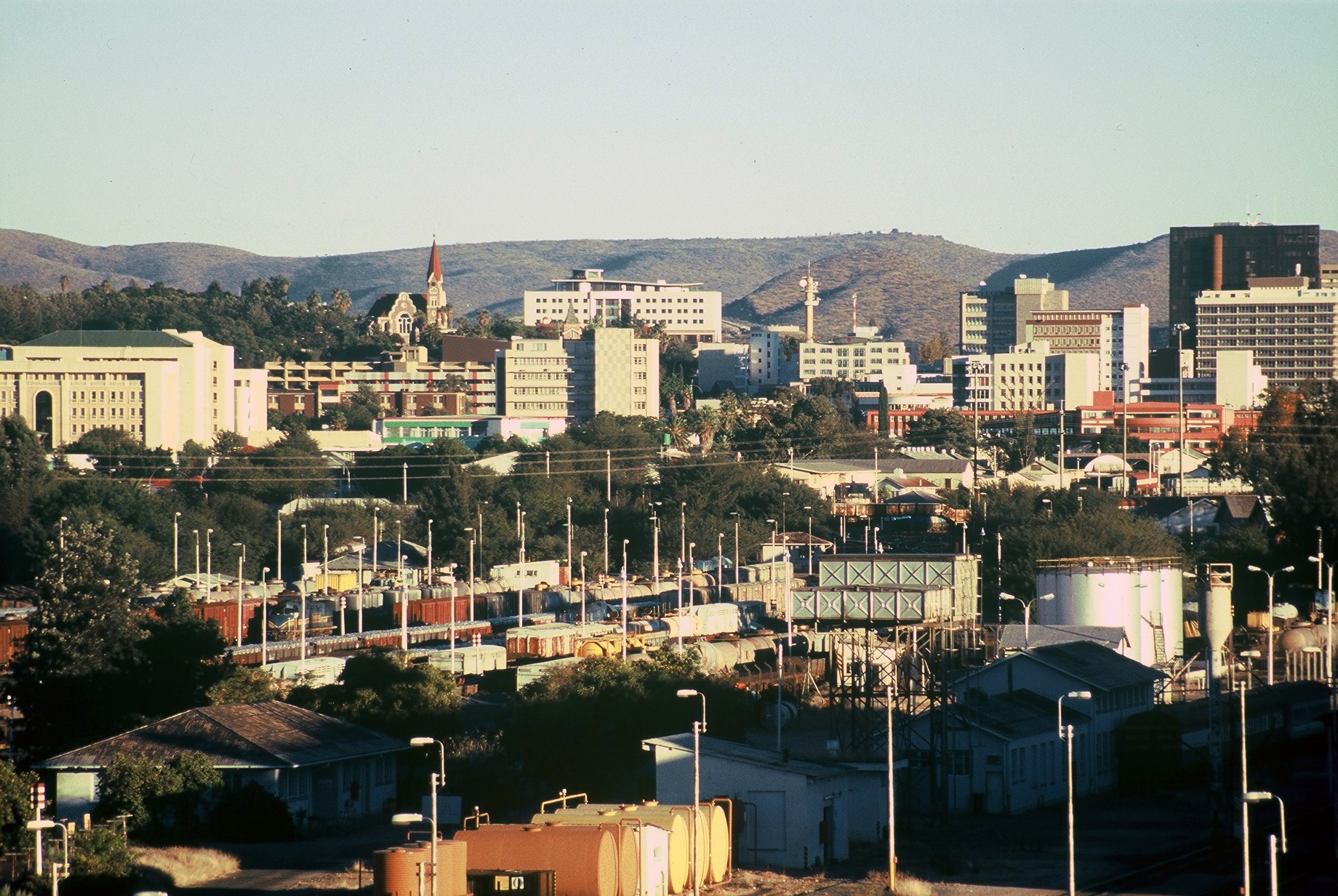
Thủ đô Windhoek.

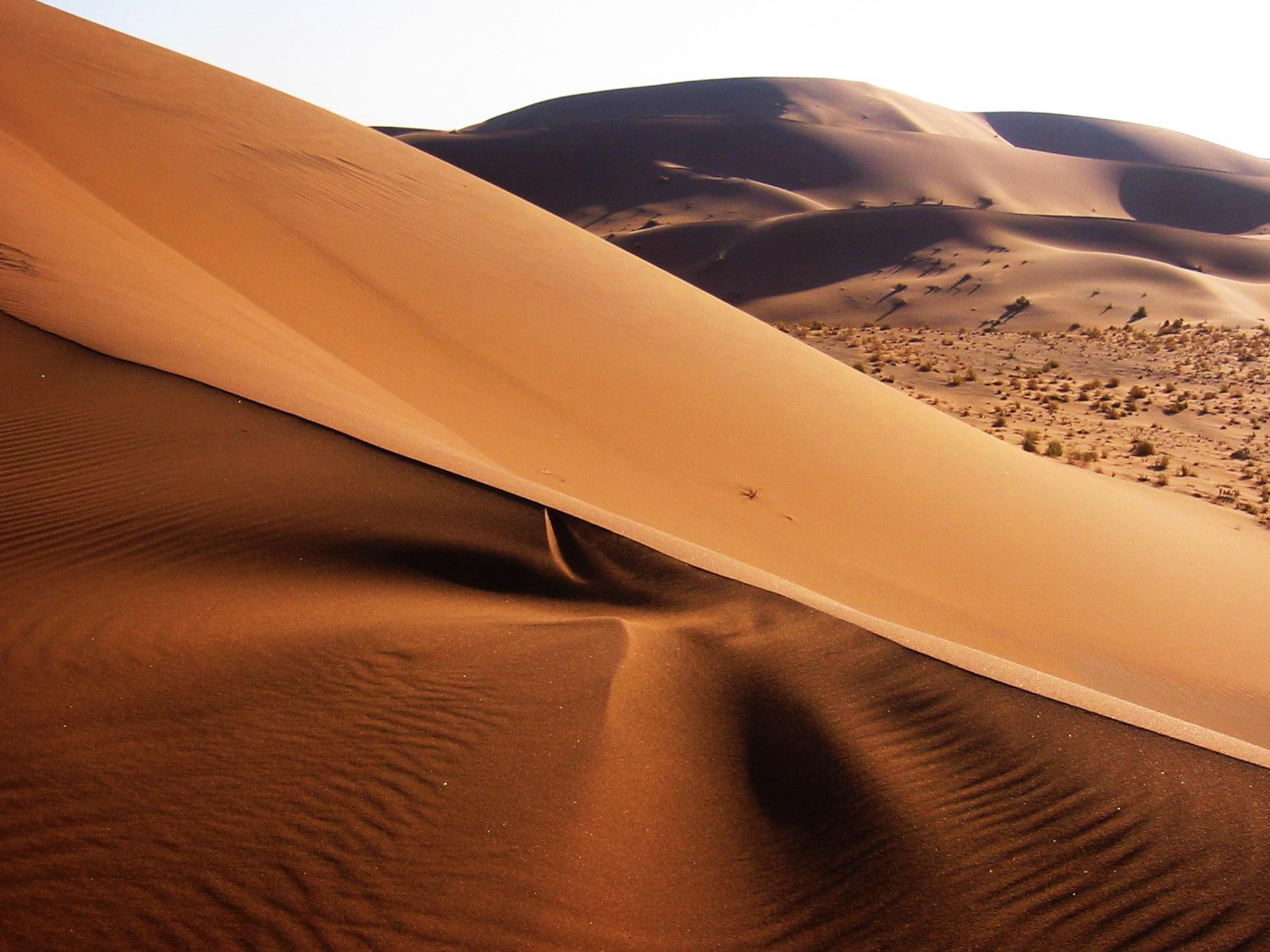
Cồn cát trong sa mạc Namib.

Namibia nằm ở khu vực Nam Phi, Bắc giáp Angola và Zambia, Nam giáp Nam Phi, Đông giáp Botswana và Tây giáp Đại Tây Dương. Lãnh thổ gồm vùng đồng bằng sa mạc Namib ở ven biển phía Tây và vùng cao nguyên trung tâm (trên 2.000 m) thoải dần về vùng chậu bán hoang mạc Kalahari ở phía Đông.

### Khí hậu

Phân loại khí hậu Köppen của Namibia

## Chính trị
Namibia là một nước cộng hòa đơn nhất theo bán tổng thống chế. Tổng thống Namibia là nguyên thủ quốc gia kiêm người đứng đầu chính phủ, được bầu trực tiếp với nhiệm kỳ năm năm. Thành viên chính phủ chịu trách nhiệm cá nhân và tập thể trước Quốc hội.
Từ 1990 đến nay, Đảng cầm quyền SWAPO luôn thắng cử. Chính phủ thực hiện chính sách hoà giải dân tộc, chống nghèo đói, bất công, chú trọng phát triển kinh tế nên đã duy trì được sự ổn định chính trị – xã hội. Namibia đang nghiên cứu phương thức cải cách ruộng đất sao cho phù hợp. Đối với các ngành khác, Namibia chưa tiến hành quốc hữu hoá để tránh xáo trộn trong xã hội và tận dụng khả năng quản lý của các nhà tư bản.
Tháng 11 năm 2009, Namibia tổ chức tổng tuyển cử bầu Quốc hội và Tổng thống lần thứ 5. Ông Hifikepunye Pohamba đã tái đắc cử Tổng thống với trên 75% phiếu bầu. Đảng SWAPO cầm quyền giành thắng lợi với 54/72 ghế tại Quốc hội.
Tổng thống là nguyên thủ quốc gia, người đứng đầu chính phủ. Namibia được chia thành 13 vùng. Quốc hội gồm 72 nghị sĩ được bầu trực tiếp phổ thông đầu phiếu, nhiệm kỳ 5 năm (bắt đầu từ tháng 12 năm 1994) và một Hội đồng Nhà nước gồm 26 nghị sĩ được bầu gián tiếp nhiệm kỳ 6 năm (bắt đầu từ tháng 7 năm 1993), mỗi hội đồng vùng bầu 2 thành viên, cũng với nhiệm kì 6 năm.
Các đảng gồm có:
- Đảng SWAPO (Tổ chức Nhân dân Tây Nam Phi) - Đảng cầm quyền hiện nay
- Đảng COD (Đại hội Dân chủ);
- Đảng DTA (Liên minh Dân chủ Turnhall);
- Đảng UDF (Mặt trận Dân chủ Thống nhất);
- Đảng MAG (Nhóm Hành động).

### Chính sách đối ngoại
Từ khi giành độc lập (tháng 3 năm 1990) đến nay, Namibia thực hiện đường lối đối ngoại không liên kết, đa dạng hoá quan hệ quốc tế, tiếp tục duy trì quan hệ mọi mặt với Nam Phi. Coi trọng quan hệ với các nước châu Phi, đặc biệt các nước miền Nam châu Phi (SADC), chú trọng quan hệ với Mỹ, phương Tây, tranh thủ Trung Quốc, Nhật Bản. Namibia thi hành chính sách cân bằng quan hệ với các nước lớn nhằm tranh thủ viện trợ, vốn, kỹ thuật.
Namibia đóng góp tích cực vào việc thành lập Liên minh châu Phi (AU) vào quá trình tìm giải pháp cho các cuộc xung đột tại châu Phi. Namibia là thành viên của Liên Hợp Quốc, Phong trào không liên kết, AU, Cộng đồng phát triển miền Nam châu Phi (SADC), Khối Liên hiệp Anh và thành viên của các Tổ chức quốc tế IMF, WB v.v.
Năm 2000, Namibia là một trong 35 nước được hưởng ưu đãi của Đạo luật cơ hội và tăng trưởng châu Phi (AGOA) của Mỹ. Quan hệ kinh tế giữa Namibia và Trung Quốc khá phát triển, kim ngạch thương mại hai chiều đạt 240 triệu USD (tính đến hết tháng 11 năm 2006) tăng 103% so với năm 2005. Tính đến cuối năm 2006, Trung Quốc đầu tư vào Namibia đạt 33,5 triệu USD. Hiện Trung Quốc có khoảng 1500 người đang làm việc tại Namibia.

### Phân cấp hành chính

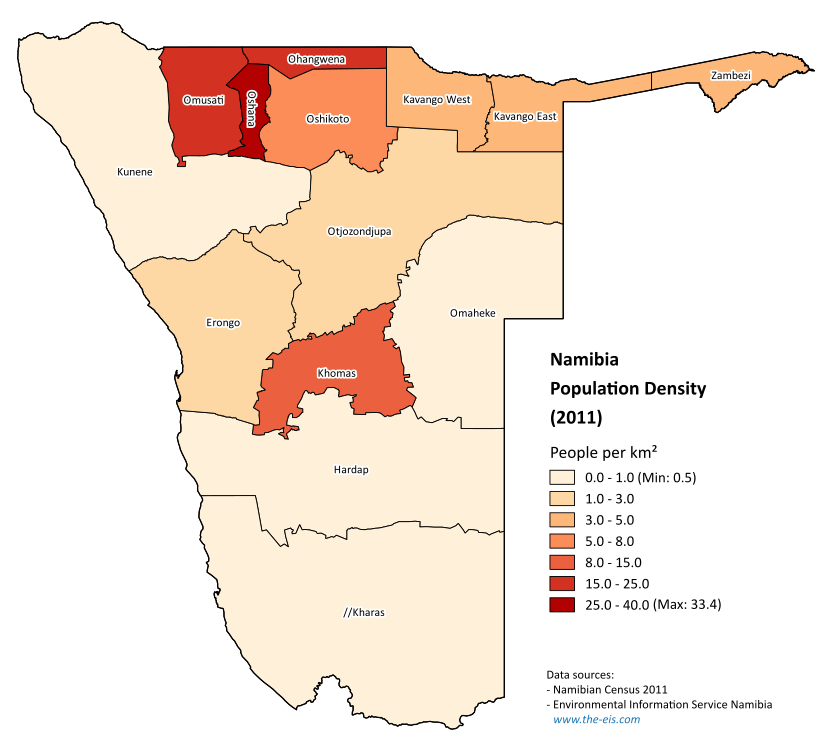
Mật độ dân số ở Namibia theo vùng (năm 2011)

Namibia được chia thành 14 vùng, các vùng được chia thành 121 khu vực. Quốc hội quyết định các đơn vị hành chính theo đề nghị của Ủy ban phân định địa giới. Đã có bốn Ủy ban phân định địa giới được thành lập kể từ khi độc lập, gần đây nhất là vào năm 2013.
| Vùng         | Dân số (2023) | Mật độ dân số (km2 | Số người trung bình trong một hộ |
| ------------ | ------------- | ------------------ | -------------------------------- |
| Khomas       | 494,605       | 13.4               | 3.3                              |
| Ohangwena    | 337,729       | 31.5               | 4.8                              |
| Omusati      | 316,671       | 11.9               | 4.2                              |
| Oshikoto     | 257,302       | 6.7                | 4.1                              |
| Erongo       | 240,206       | 3.8                | 3.1                              |
| Oshana       | 230,801       | 26.7               | 3.7                              |
| Otjozondjupa | 220,811       | 2.1                | 3.6                              |
| Đông Kavango | 218,421       | 9.1                | 5.3                              |
| Zambezi      | 142,373       | 9.7                | 3.7                              |
| Tây Kavango  | 123,266       | 5.0                | 5.5                              |
| Kunene       | 120,762       | 1.0                | 3.8                              |
| Hardap       | 106,680       | 1.0                | 3.6                              |
| ǁKaras       | 109,893       | 0.7                | 3.1                              |
| Omaheke      | 102,881       | 1.2                | 3.3                              |

### Tình hình
Từ 1990 đến nay, Đảng cầm quyền SWAPO luôn thắng cử. Chính phủ thực hiện chính sách hoà giải dân tộc, chống nghèo đói, bất công, chú trọng phát triển kinh tế nên đã duy trì được sự ổn định chính trị – xã hội. Namibia đang nghiên cứu phương thức cải cách ruộng đất sao cho phù hợp. Đối với các ngành khác, Namibia chưa tiến hành quốc hữu hoá để tránh xáo trộn trong xã hội và tận dụng khả năng quản lý của các nhà tư bản.
Tháng 8 năm 2002, Đại hội lần thứ 3 đảng SWAPO tiến hành Đại hội với khẩu hiệu "Đảng SWAPO vì đoàn kết, phát triển và công bằng", thực hiện chính sách cải cách ruộng đất, trao quyền phát triển kinh tế cho người da đen, phát triển lao động, công nghệ thông tin, tạo việc làm, xoá đói, giảm nghèo, thực hiện phân cấp quản lý, đề cao vai trò phụ nữa, giải quyết các vấn đề xã hội. Về đối ngoại, Đảng SWAPO khẳng định đảng tiếp tục thực hiện đường lối đối ngoại không liên kết, đoàn kết chống đế quốc, đa dạng hoá quan hệ quốc tế, coi trọng quan hệ hợp tác với các nước châu Phi, đặc biệt với các nước trong Cộng đồng Phát triển Nam Phi.

### Nhân quyền
Namibia là một trong những quốc gia dân chủ, tự do nhất ở châu Phi. Chính phủ Namibia đảm bảo nhân quyền, quyền tự do. Tuy nhiên, vẫn tồn tại một số vấn đề như tham nhũng, chậm thi hành chính sách và quá tải nhà tù. Ngoài ra, người tị nạn không được tự do đi lại.

## Kinh tế

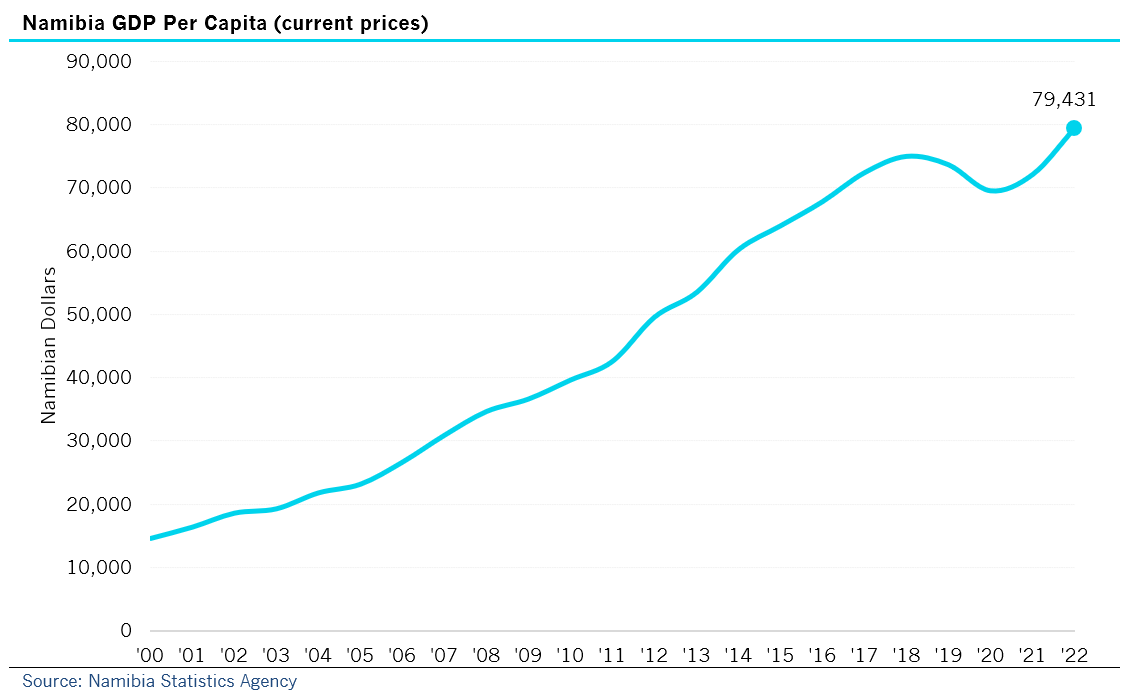
GDP bình quân đầu người của Namibia, 2000–2022

Khoảng một nửa dân số Namibia sống phụ thuộc vào lãnh vực nông nghiệp. Tuy nhiên, quốc gia này phải nhập khẩu một lượng lớn lương thực, thực phẩm. Ngành công nghiệp khai thác khoáng sản (kim cương, urani, đồng, chì, kẽm, bạc, cadmi) đóng vai trò quan trọng hơn cả ngành chăn nuôi và đánh bắt cá biển. Kinh tế phần lớn dựa vào xuất khẩu kim cương và urani. Namibia thuộc nhóm các nước châu Phi có thu nhập bình quân đầu người cao. Nhưng quốc gia này vẫn còn lệ thuộc vào Nam Phi và bị tác động bởi tình trạng bất bình đẳng cũng như nạn thất nghiệp.
Mức tăng trưởng GDP năm 2000-2001 được cái thiện nhiều nhờ sự tăng giá của hai mặt hàng kim cương và cá. Những thỏa thuận mới đây vừa đạt được nhằm thực hiện tiến trình tư nhân hóa thêm nhiều công ty, xí nghiệp. Điều này sẽ kích thích sự đầu tư dài hạn của nguồn vốn nước ngoài.
Nền kinh tế của Namibia phụ thuộc chặt chẽ vào việc khai thác và sản xuất các khoáng sản để xuất khẩu. Ngành khai khoáng đóng góp cho khoảng 20% GDP. Namibia có nguồn dự trữ giàu có về kim cương và các kim loại quý hiếm. Namibia là nước xuất khẩu khoáng sản (không phải là chất đốt) lớn thứ 4 ở châu Phi và là nước sản xuất vàng lớn thứ năm của thế giới. Ngoài ra Namibia cũng là nhà sản xuất lớn các kim loại như bạc, thiếc, chì, kẽm, wolfram. Ngành công nghiệp khai khoáng chỉ thu hút 3% lực lượng lao động trong khi gần một nửa dân số sống phụ thuộc vào nông nghiệp. Namibia thường phải nhập khẩu khoảng 50% nhu cầu về ngũ cốc. Trong những năm hạn hán, lương thực trở thành một vấn đề lớn ở khu vực nông thôn. Sự chênh lệch rất lớn về GDP giữa các khu vực cho thấy sự bất bình đẳng lớn trong phân phối thu nhập.
Nền kinh tế Namibia có mối liên hệ chặt chẽ với nền kinh tế Nam Phi và đồng dollar Namibia thường có tỷ lệ trao đổi 1/1 với đồng rand Nam Phi.
Năm 2008, tổng sản phẩm quốc nội của Namibia là 7,781 tỷ USD. Tốc độ tăng trưởng GDP của nước này đạt 3,3%. Và GDP bình quân đầu người là 5.400 USD. Tỷ lệ lạm phát được duy trì ở mức khá thấp là 2,7% trong giai đoạn 2001 đến 2006, tuy nhiên năm 2008, do ảnh hưởng của tình hình kinh tế thế giới, tỉ lệ lạm phát của Namibia lên đến 10,3%.
Nông nghiệp thu hút 47% lao động và đóng góp vào 10,4% GDP. Các nông sản chính của Namibia là kê, đậu phộng, lúa miến, vật nuôi, nho, cá... Dịch vụ thu hút 33% lao động và đóng góp vào 53,4% GDP.
Về ngoại thương, năm 2008, Namibia xuất khẩu 2,98 tỷ USD (theo giá FOB) các loại hàng hoá. Các mặt hàng xuất khẩu chủ yếu của nước này là: kim cương, đồng đỏ, vàng, kẽm, thiếc, uranium, cá, gia súc, lông cừu.. Các bạn hàng xuất khẩu chính của Namibia là Nam Phi và Mỹ.
Kim ngạch nhập khẩu của Namibia năm 2008 đạt 3,56 tỷ USD. Nước này nhập khẩu phần lớn là: thực phẩm, sản phẩm xăng dầu, thiết bị máy móc, sản phẩm hoá học... Các đối tác chính mà Namibia nhập khẩu hàng hoá là Nam Phi và Mỹ.
a) Những thế mạnh và tài nguyên: Khai thác mỏ, đánh cá, chăn nuôi gia súc, du lịch và 4 ngành kinh tế mũi nhọn của Namibia.
Namibia có tài nguyên thiên nhiên quý hiếm như kim cương (đứng thứ 5 thế giới), uranium, đồng, kẽm. Ngành khai mỏ chiếm 40% GDP (gồm khai thác kim cương, manggan, đồng, sắt, uranium). Thủy sản là ngành đứng thứ 2 sau khai khoáng, chiếm ¼ GDP. Đánh bắt cá phát triển vào bậc nhất châu Phi. Hàng năm có khoảng nửa triệu du lịch nước ngoài sang Namibia.
Namibia xuất chủ yếu quặng mỏ (chiếm 20% GDP) và là nước sản xuất lớn thứ 5 thế giới về Uranium. Ngoài ra Namibia còn xuất khẩu thịt gia súc, cá; Nhập lương thực và hàng chế biến. Các ngành kinh tế chủ yếu, đất đai vẫn do người da trắng (chiếm 5% dân số) nắm giữ. Trong khi đó 60 – 65% người da đen vẫn sống trong nghèo khổ. Chính phủ Namibia có ý định cải cách ruộng đất và đang tìm con đường phù hợp. Về các ngành kinh tế khách Chính phủ Namibia không có ý định quốc hữu hoá ngay để tránh xáo trộn lớn và tận dụng khả năng quản lý của nhà tư sản.

## Nhân khẩu

### Dân số
Namibia là quốc gia có mật độ dân số thấp thứ hai trên thế giới sau Mông Cổ và là quốc gia ven biển có mật độ dân số thấp nhất trên thế giới. Năm 2017, mật độ dân số trung bình của Namibia là 3,08 người trên km2. Năm 2015, tổng tỷ suất sinh 3,47 con trên một phụ nữ, thấp hơn tổng tỷ suất sinh trung bình ở châu Phi Hạ Sahara là 4.7 con trên một phụ nữ.

### Tôn giáo

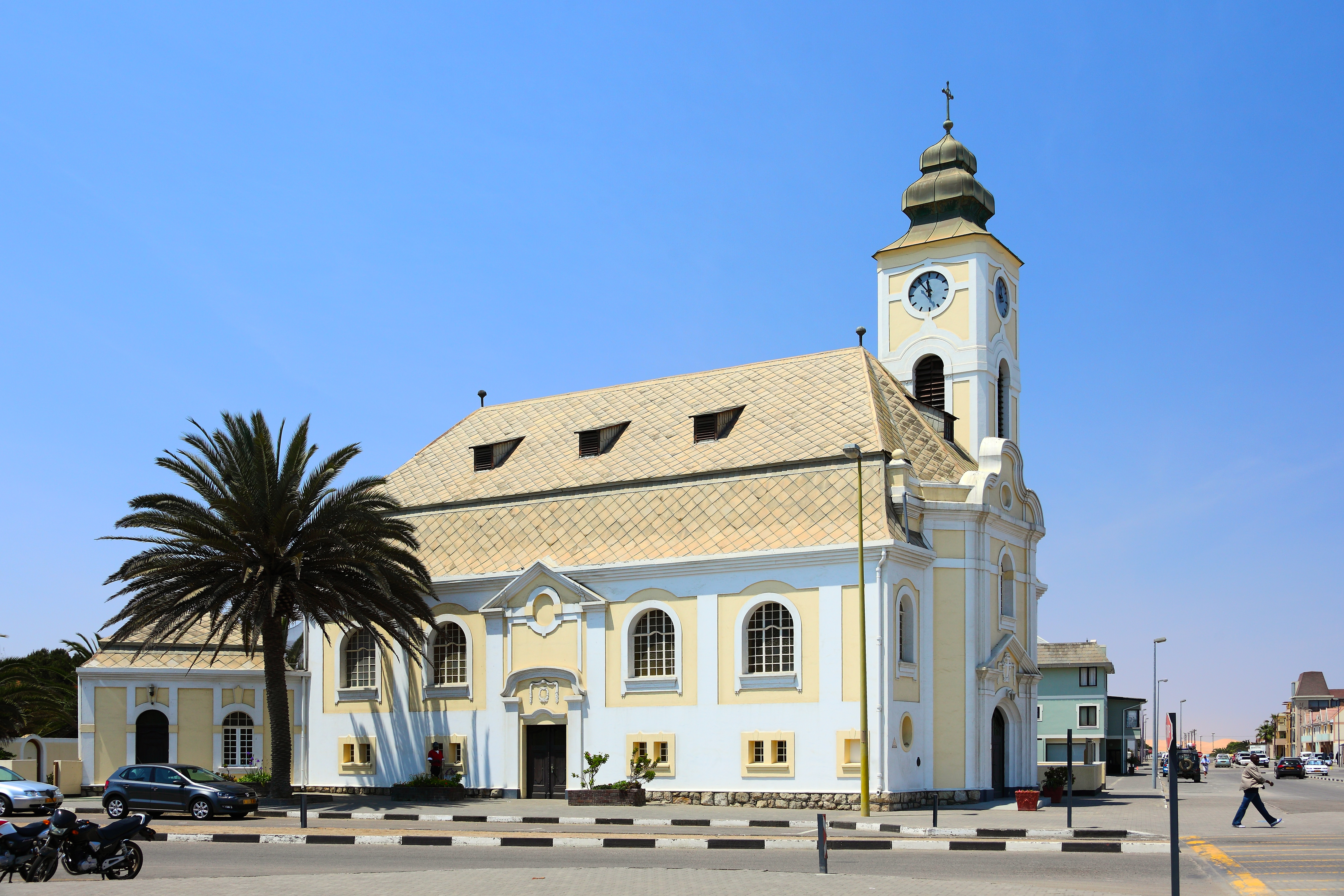
Nhà thờ Luther tại Swakopmund

80-90% dân số Namibia theo Kitô giáo, trong đó 75% là tín đồ Kháng Cách và 50% trong số đó thuộc Giáo hội Luther. Giáo hội Luther là nhóm tôn giáo lớn nhất, phản ánh di sản của sự truyền giáo của người Đức và Phần Lan trong thời kỳ thuộc địa. 10-20% dân số Namibia theo tín ngưỡng bản địa.
Khoảng 9.000 người dân Namibia theo Hồi giáo và cũng có một cộng đồng người Do Thái nhỏ khoảng 100 người tại Namibia.

### Giáo dục

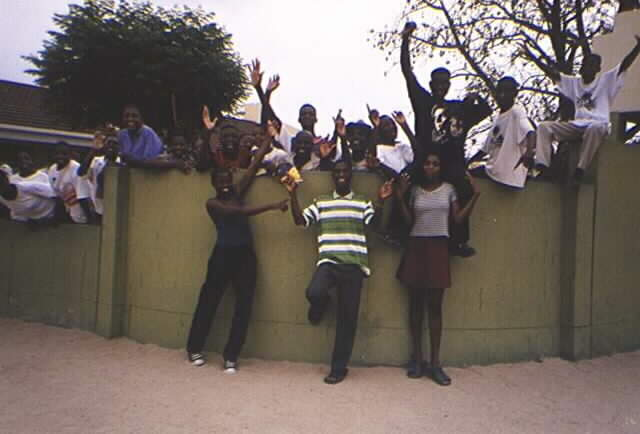
Học sinh trung học Namibia

Namibia có nền giáo dục miễn phí cho bậc phổ thông. Bậc tiểu học gồm lớp 1 đến lớp 7, bậc trung học gồm lớp 8 đến 12. Vào năm 1998, số học sinh tiểu học ở Namibia là 400.325 học sinh và số học sinh bậc trung học là 115.237. Tỉ lệ học sinh trên giáo viên năm 1999 là 32: 1 và trong năm đó 8% GDP được chi cho giáo dục.
Phần lớn trường học tại Namibia là trường công lập, tuy nhiên hệ thống giáo dục ở đây có một số trường tư. Namibia có 4 trường đào tạo giáo viên, 3 học viện Nông nghiệp, 1 trường đào tạo cảnh sát, và ba trường đại học sau: Đại học Namibia, Đại học Quản lí Quốc tế và Đại học Khoa học và Công nghệ Namibia.